# This Is It (пјесма Мајкла Џексона)
„This Is It“ је пјесма написана од стране америчког музичара Мајкла Џексона и канадаског пјевача Пола Енке. Снимио ју је Џексон и може се наћи на његовом шестом постхумном албуму, „Michael Jackson's This Is It: The Music That Inspired the Movie“ (објављеном 2009) који је и саундтрек филма „Michael Jackson's This Is It“. Пјесма је премијерно издата на Џексоновом званичном веб-сајту 12. октобра 2009.
„This Is It“ је једини промоцијални сингл са Џексонове компилације објављене од стране Епик рекордса. Пјесма је балада и њеног текста је заљубљеност. Инструментација укључује клавир, гитару, перкусије и гудачке инструменте. Џексонова верзија, сврстана у поп баладе, прва је његова пјесма која се нашла на „Билбордовој“ листи савремених хитова у више од седамнаест година. Сони је најављивао излазак пјесме у виду „новог сингла“ током промоције да би касније потврдио да неће моћи да се купи физички или дигиталним преузимањем. Пјесма је генерално позитивно оцијењена од стране музичких критичара и имала је успјешне пласмане на топ-листама; постала је топ 20 хит у Јапану и Шпанији, и позиционирала се на осамнаестој позицији листи савремених и поп/ритам и блуз пјесама.
Према ријечима Енке, пјесма је снимљена 1980, и била је планирана као дует између њега и Џексона на његовом албуму „Walk a Fine Line“ под називом „I Never Heard“ али овај план је пропао. Касније, извођач Сафајр је снимио песму за свој други студијски албум „I Wasn't Born Yesterday“ (1991). У време продукције „This Is It“ албума, Џексонова демо верзија је пронађена. На том снимку су додати вокали његове браће и инструментација. За песму је снимљен одговарајући музички спот који је режирао Спајк Ли. Састоји се од снимака Џексона док је био дечак, и од разних исечака из његове каријере. Приказује такође снимке посвета Џексонових фанова широм света.

## Позадина
Иако се налази на „This Is It“ албуму, истоимена пјесма није написана за концертни документарац „Michael Jackson's This Is It“. „This Is It“ су написали извођачи Пол Енка и Мајкл Џексон. Демо верзију пјесме су снимили поменута двојица 1980. године у Енкином студију у Калифорнији, САД. Првобитно у току снимања, било је планирано да се пјесма нађе на Енкиној колекцији дуета „Walk a Fine Line“ објављеној 1983. године. Енка је тврдио 2009. да му је Џексон након изласка албума „Thriller“ (1982) украо касете са пјесмом из студија.
Убрзо затим, Енка је хтио да покрене легалну акцију против Џексона уколико му касете не буду враћене. Иако је добио тражено назад, оптуживао је Џексона сматрајући да је направио копију „I Never Heard“ и преименовао га у „This Is It“. Године 1990, Енка је дозволио порториканском извођачу Сафајру да сними „This Is It“ под првобитним називом „I Never Heard“ на свом другом студијском албуму „I Wasn't Born Yesterday“ 1991. Џексонова верзија пјесме је пронађена у његовој кутији са касетама. На њој су се могли чути само вокални и клавирни аранжман. При изради стила те верзије, Џексону је помагао Теди Рајли, продуцент многих његових издања.